# Abraliopsis hoylei
Abraliopsis hoylei är en bläckfiskart som först beskrevs av Georg Johann Pfeffer 1884.
Abraliopsis hoylei ingår i släktet Abraliopsis och familjen Enoploteuthidae. Inga underarter finns listade i Catalogue of Life.